# Цимбалюк Віталій Іванович
Віта́лій Іва́нович Цимбалю́к (26 січня 1947, Симонів) — український учений-нейрохірург вищої категорії, академік НАНУ (2021) та Національної академії медичних наук України, доктор медичних наук, професор. Президент НАМН України. Заслужений діяч науки і техніки України (1997), лауреат Державних премій України (1996, 2002), премії НАМНУ (2003), премії Кабінету міністрів України (2016).

## Життєпис
Народився в с. Симонів Гощанського району Рівненської області. 
У 1970 році Закінчив Тернопільський медичний інститут.
З 1971 року працює в Інституті нейрохірургії НАМНУ клінічним ординатором, ординатором, молодшим та старший науковим співробітником. 
з 1990 до 2016 року: заступник директора інституту, завідувач кафедри нейрохірургії НМУ ім. О. О. Богомольця (від 1993 р.), керівник клініки відновної нейрохірургії (від 1988 р.).
З 2016 року Президент НАМН України.

## Наукова діяльність
Основні напрями наукової діяльності: відновна нейрохірургія, функціональна та стереотаксична нейрохірургія, нейрохірургія периферичної нервової системи, нейротрансплантація, нозокоміальні інфекції, історія нейрохірургії. Організатор та керівник нового напряму в нейрохірургії — відновної нейрохірургії. Розробив технологію і вперше провів нейротрансплантацію у хворих з органічними ураженнями нервової системи (дитячий церебральний параліч, апалічний синдром, епілепсія, наслідки черепно-мозкової та спінальної травми, дегенеративні захворювання тощо). Впровадив у клініку вітчизняні електростимуляційні системи для лікування больових синдромів, спастичності, епілепсії.
Автор понад 1000 наукових робіт, зокрема 59 книг (монографій, підручників, посібників, довідників), 114 авторських свідоцтв та патентів. Підготував 14 докторів та 59 кандидатів медичних наук.
Основні наукові праці: «Атлас хірургічних операцій і маніпуляцій» (1997); «Нейрохірургія» (1998); «Повышение эффективности микрохирургических операций у больных с последствиями травм срединного и локтевого нервов области предплечья» (1998); «Хірургічне лікування ушкоджень плечового сплетення» (2001); «Нейрональные стволовые клетки» (2005); «Нейрофіброматоз» (2005); «Інститут нейрохірургії ім. акад. А. П. Ромоданова АМН України. Історія та особистості» (2006); «Нейрохірурги України» (2008); «Тунельні невропатії верхньої кінцівки» (2008); «Оружейно-взрывные ранения нервной системы» (2008); «Реконструктивно-відновна нейрохірургія спинного мозку» (2009); «Спинной мозг. Элегия надежды» (2010); «Neurosurgery» (2010); «Нейрохірургія» (підручник 2011).
Почесний професор і член Наглядової ради Тернопільського державного медичного університету імені І. Я. Горбачевського.
Голова спеціалізованої вченої ради Інституту нейрохірургії ім. акад. А. П. Ромоданова АМН України, член вчених рад МОЗ України, НМУ ім. О. О. Богомольця та Інституту нейрохірургії. Головний редактор журналів: Національної академії медичних наук України, "Наука і практика", «Вісник епілептології», «Клітинна та органна трансплантологія», член редколегій  10 фахових журналів.
Професор кафедри нейрохірургії НМУ (1986—1993). Кандидат медичних наук (1976). У 1985 р. захистив докторську дисертацію «Нейрохірургічне лікування спастичності у хворих з екстрапірамідною патологією». Професор (1989).
Член-кореспондент НАМН України (1994), академік НАМН України (2010), Президент НАМН України (2016). Віце-президент Української асоціації нейрохірургів та Української протиепілептичної ліги (1993 - 2013 рр.). Член Всесвітньої та Європейської асоціації нейрохірургів, Європейського товариства функціональної та стереотаксичної нейрохірургії, Європейського товариства кріохірургів, член виконавчого комітету Європейського товариства нейрореабілітологів.

## Звання і нагороди
Заслужений діяч науки і техніки України (1997). Лауреат двох Державних премій України (1996, 2002), премії АМН України (2003) та Нагороди Ярослава Мудрого АН ВШ України (1998). Лауреат 2012 року премії НАН України імені О. О. Богомольця за цикл праць «Фізіологія та патологія аферентних систем мозку: розкриття механізмів та розробка новітніх методів медичної корекції» (у співавторстві) та премії НАН імені М. М. Амосова (кібернетика) (2019) за цикл праць «Сучасні клініко-організаційні аспекти хірургічного лікування пацієнтів з хворобами та травмами серця і магістральних судин». Нагороджений орденами «За заслуги» І, II та III ст., «Святого Володимира» III ст., «Миколи Пирогова», «За мужність і милосердя», «Преподобного Агапіта Печерського» І та ІІІ ст.; а також 10 медалями.
- Почесний громадянин міста Києва (05.2021)

### Наукові публікації
- Цимбалюк В.І. (наукові публікації)// Сайт Національної бібліотеки ім. В. Вернадського, Процитовано 17.10.2024